# Jonas Brothers
Pour les articles homonymes, voir Jonas (homonymie).
Les Jonas Brothers est un groupe américain de pop rock constitué de trois frères originaires de Wyckoff dans le New Jersey : Kevin Jonas, Joe Jonas et Nick Jonas. Ils ont sorti six albums : It's About Time en 2006, Jonas Brothers en 2007, puis A Little Bit Longer en 2008, Lines, Vines and Trying Times en 2009, Happiness Begins en 2019, et enfin The Album en 2023. Ils ont aussi sorti, en 2010, un album réunissant les chansons de leur série Jonas L. A..
Ils ont vendu près de 17 millions d'album dans le monde.

## Historique

### Découverte et album solo (1999-2005)
Le groupe a commencé en tant que projet solo pour Nick Jonas. Quand Nick avait 6 ans, il fut découvert pendant qu’il chantait chez un coiffeur et fut repéré par un manager professionnel. À l’âge de 7 ans, Nick a commencé à jouer à Broadway. Il a joué dans différentes pièces, incluant A Christmas Carol (en 2001 dans le rôle de Tiny Tim et Scrooge à l’âge de 8 ans), Annie Get Your Gun (en 2001 dans le rôle de Little Jake). Il joua dans The Sound of Music (dans le rôle de Kurt) au Paper Mill Playhouse.
En 2002 pendant qu’il jouait dans  A Christmas Carol, Nick a écrit une chanson nommée Joy to the World, avec son père. Avec en fond sonore le cast de La Belle et la Bête, Nick a interprété la chanson dans l'album annuel de Broadway en 2002 Broadway's Greatest Gifts : Carols for a Cure, Vol.4. En novembre 2003, INO Records a reçu une démo de Joy to the World. Pendant que Nick travaillait sur son projet solo, Joe suit les pas de son frère en jouant à Broadway, apparaissant dans la production de Baz Luhrmann La Bohème.

### It's About Time(2005-2006)
En 2005, le groupe enregistre la chanson « Please Be Mine », qui plait à Steve Greenberg (en) de chez Columbia Records et décide de les faire signer sous son label. Après avoir signé avec Columbia, les frères ont songé à appeler leur groupe Sons of Jonas (Fils de Jonas) avant de choisir le nom de Jonas Brothers.

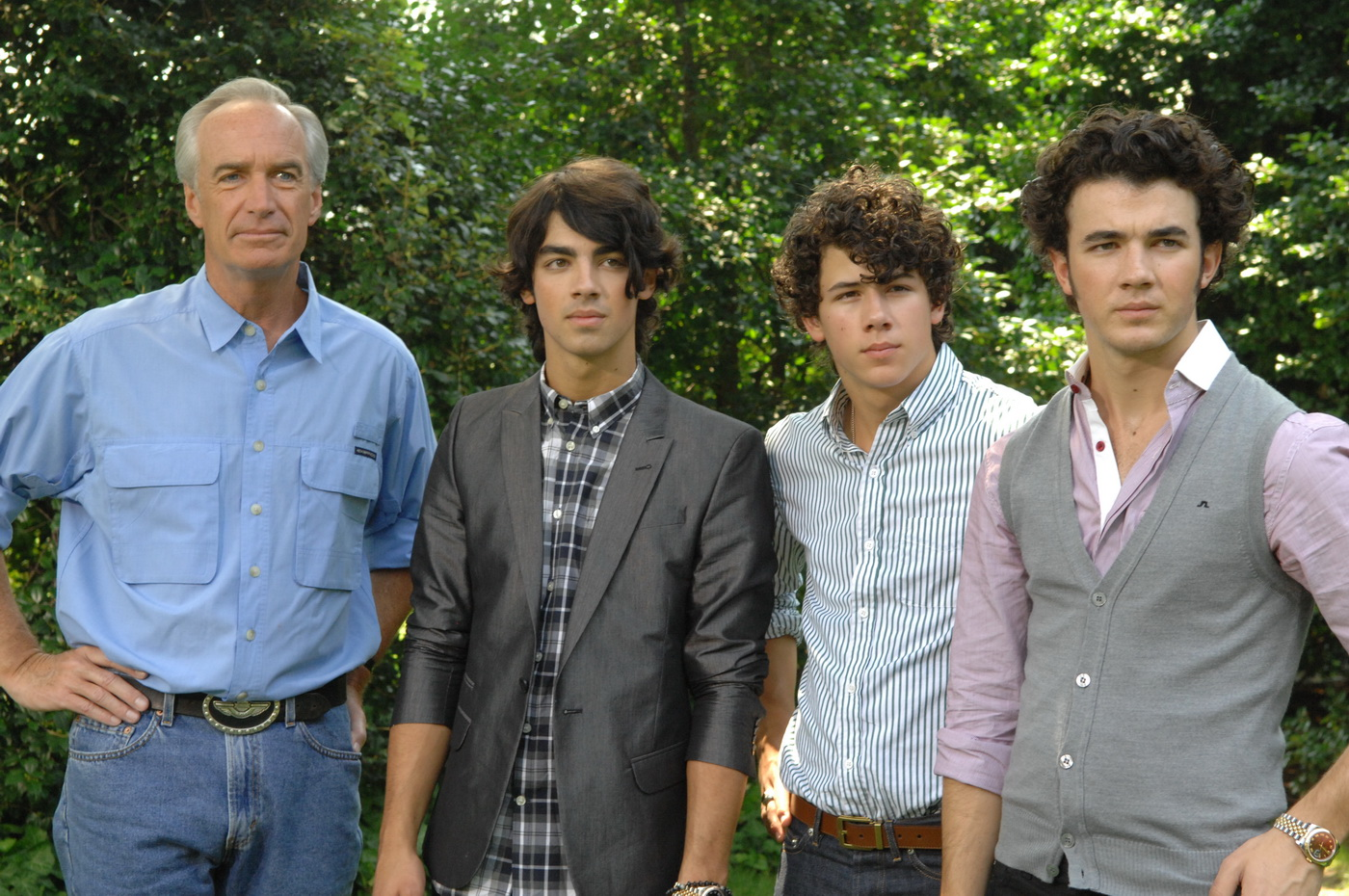
Les Jonas Brothers avec l'ancien secrétaire à l'Intérieur Dirk Kempthorne en 2008.

Durant l’année 2005, les Jonas Brothers ont fait plusieurs tournées, incluant les premières parties de Kelly Clarkson, Jesse McCartney, les Backstreet Boys et The Click Five. Ils ont passé la dernière partie de l’année dans une tournée contre la drogue avec Aly & AJ et les Cheetah Girls. ils ont aussi fait la première partie des Veronicas début 2006. En ce qui concerne l’album, le groupe a collaboré avec plusieurs auteurs, incluant Adam Schlesinger (Fountains of Wayne), Michael Mangini (Joss Stone), Desmond Child (Aerosmith, Bon Jovi), Billy Mann (Destiny’s Child, Jessica Simpson) et Steve Greenberg (en) (Joss Stone, Hanson). Le premier single du groupe Mandy est sorti le 27 décembre 2005. It's About Time est sorti finalement le 8 août 2006. D’après le manager du groupe, l'album fut vendu à seulement 50 000 copies. Le groupe fut lâché par Columbia Records début 2007.
Les Jonas Brothers ont aussi créé la bande originale de la seconde saison de American Dragon: Jake Long.

### Jonas Brothers(2007-2008)
Peu de temps sans label, les Jonas Brothers ont signé avec Hollywood Records en février 2007. En même temps, les frères ont commencé à apparaître dans des pubs pour Baby Bottle Pop en interprétant le jingle. Le 24 mars, deux chansons sont sorties dans deux albums différents : Kids of the future pour la BO de Bienvenue chez les Robinson (basé sur la chanson de Kim Wilde Kids in America), et I Wanna Be Like You dans l’album Disneymania 5.
Le second album éponyme, est sorti le 7 août 2007. Il se place à la place no 5 du Billboard Hot 200 pour sa première semaine. Deux singles avec les clips sont également sortis : Hold On, deux semaines avant et S.O.S (en), juste après la sortie de l'album. En août, le groupe fit plusieurs apparitions à la télévision. Le 17 août, pour lancer leur carrière et les faire connaître, ils sont guest stars dans l'épisode Les frères que je n'ai pas choisis de la série de Disney Channel Hannah Montana. Dans cet épisode, le groupe chantaient la chanson We Got the Party avec la star de la série Miley Cyrus. Cet épisode fut diffusé juste avant la première de High School Musical 2 et fut regardé par 10,7 millions de personnes aux États-Unis.
Le groupe commence sa première tournée Look Me In the Eyes le 31 janvier 2008 à Tucson, Arizona. Ils interprètent plusieurs nouvelles chansons qui proviennent de leur troisième album, A Little Bit Longer.

### A Little Bit Longer (2008-2009)

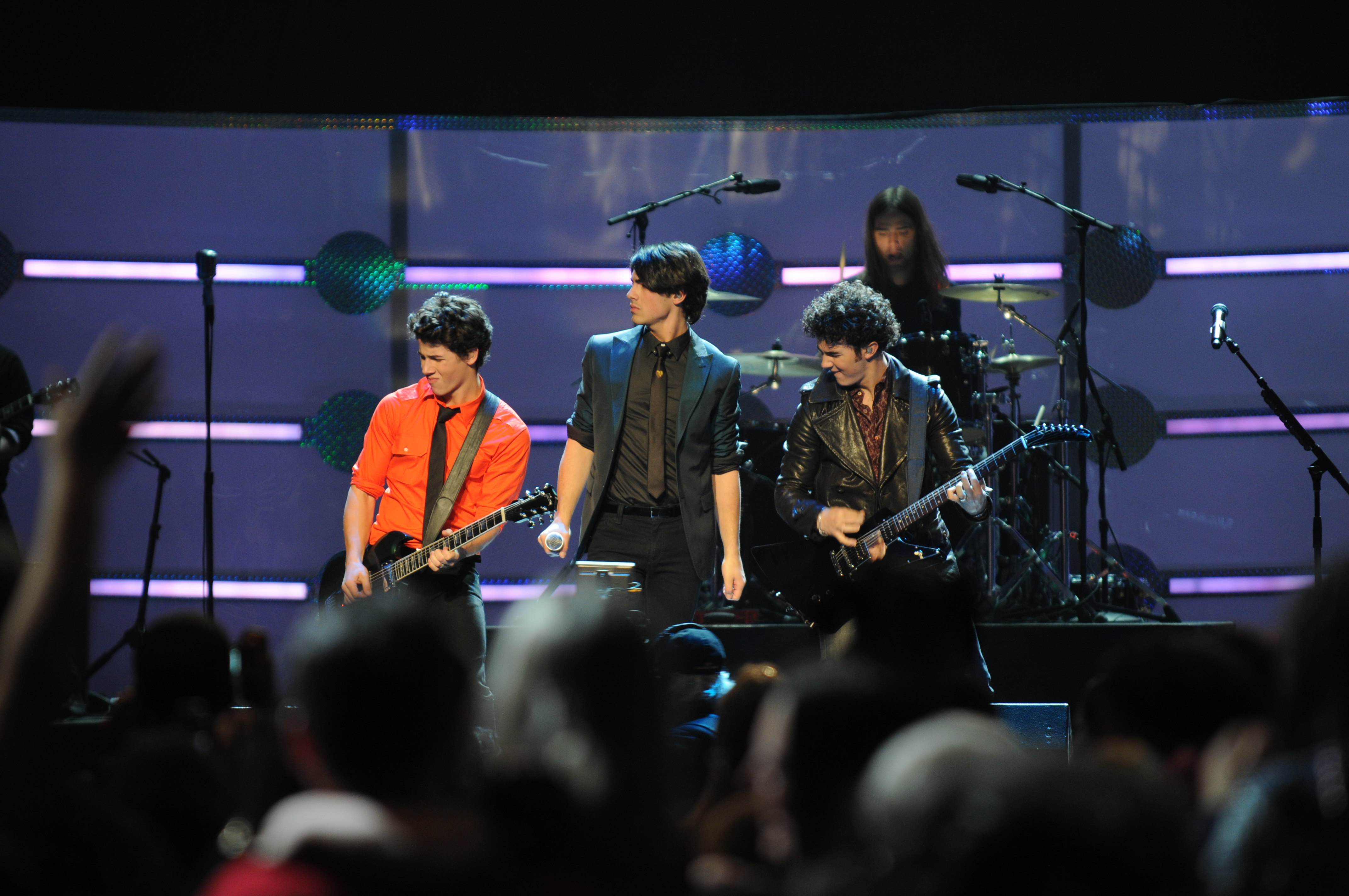
Jonas Brothers au "Kids Inaugural Concert"

Le troisième album des Jonas Brothers, A Little Bit Longer, sorti aux États-Unis le 12 août 2008 avec la technologie CDVU+ déjà utilisée pour leur deuxième album et permettant de visualiser le livret du CD sur un ordinateur. Le 24 juin 2008, iTunes annonce que quatre chansons de l’album sortiront, une toutes les deux semaines. Le montant de chacune des chansons sera déduit plus tard du prix de l’album entier. Chaque chanson est accompagnée d’une vidéo podcast du groupe. Dans l’ordre : le 24 juin 2008 sort Burnin' Up, le 15 juillet 2008 Pushin' Me Away (en), le 29 juillet 2008 Tonight (en) et le 5 août A Little Bit Longer. Chacune des chansons sorties a occupé la première place sur iTunes pendant au minimum 3 jours de suite. L'album est sorti en France le 6 octobre 2008.

Après que la tournée Look Me In the Eyes Tour s'est terminée le 22 mars 2008, le groupe annonce qu’il fera la première partie de la tournée d’Avril Lavigne, Best Damn Tour à côté des Boys Like Girls, mais seulement durant le deuxième partie de la tournée, c’est-à-dire de fin mai à fin juin 2008. Le groupe a tourné Camp Rock produit par Disney Channel, dans lequel ils jouent un groupe ficitif, Connect Three. La bande originale du film sort aux États-Unis le 17 juin 2008. Elle entre à la troisième place du Billboard 200 avec 188 000 copies vendues dès la première semaine. Le film est diffusé pour la première fois aux États-Unis le 20 juin, sur Disney Channel, et au Canada sur Family. Il est diffusé en France le 23 septembre 2008 sur Disney Channel. Pendant qu’ils tournent Camp Rock, les Jonas Brothers écrivent quelques chansons pour leur amie, la star du film Demi Lovato, pour son album Don’t Forget.

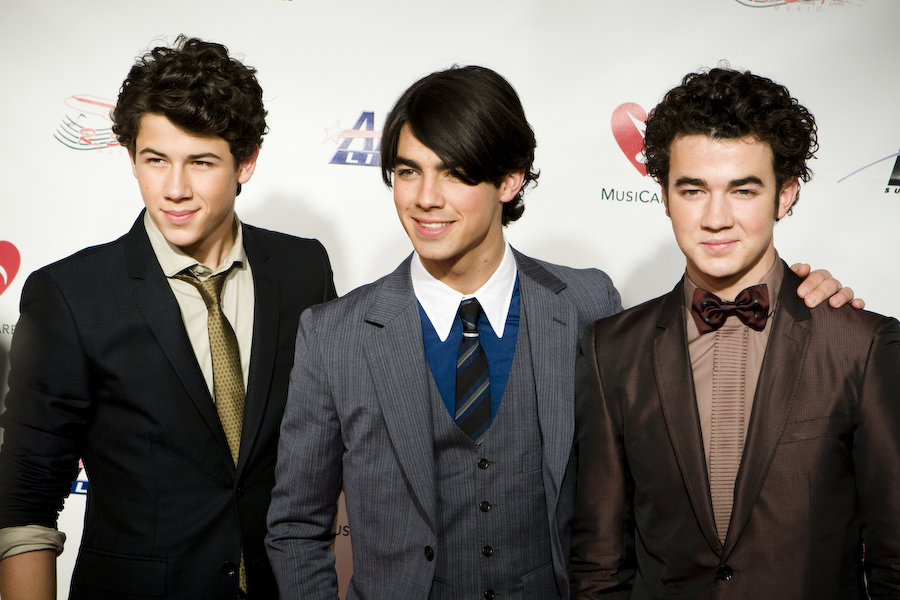
Les frères Jonas en 2009

Durant l'été 2008, les Jonas Brothers ont commencé leur tournée nord américaine, le Burning Up Tour, promouvant A Little Bit Longer et la bande originale de Camp Rock. La tournée a commencé le 4 juillet 2008 au Molson Amphitheatre à Toronto en Ontario. Une production 3D de Disney Digital a filmé les deux concerts à Anaheim, Californie, le 13 et 14 juillet avec Taylor Swift, qui chanta quelques chansons de son album Taylor Swift, afin d’en faire un film concert 3D qui sortira au cinéma le 22 février 2009,.
Le 14 novembre 2009, ils sont au Palais des Sports d'Anvers .

### Lines, Vines and Trying Times(2009)
C'est le quatrième album des Jonas Brothers et le troisième sous le label Hollywood Records. Il est sorti le 12 juin 2009 en France et partout dans le monde le 16 juin 2009. La première chanson extraite de ce nouvel album, Paranoid a été diffusée le 7 mai 2009. Le clip vidéo, quant à lui, a été diffusé pour la première fois en France sur Disney Channel le 24 mai 2009 (aux États-Unis le 23 mai). En une semaine, l'album s'est vendu a plus de 247,000 exemplaires et prend la première place du Billboard 200.

### Retour (2012)
Les Jonas Brothers seront réunis pour enregistrer de nouvelles chansons dans l'optique d'un nouvel album prévu pour 2012. En décembre 2011, les Jonas ont chanté « Dance Until Tomorrow », une chanson qu'ils avaient déjà écrite.
Le 2 mai 2012, les Jonas se sont séparés de Hollywood Records; ils ont acheté les droits de leur musique.
Le 11 octobre 2012, ils ont offert un show exceptionnel à leurs fans au Radio City Music Hall De New York dans lequel ils ont interprété trois nouvelles chansons de leur nouvel album : Wedding Bells, Let's Go et First Time. C'était leur premier concert depuis leur pause il y a trois ans, en 2009.

### 5eAlbumV (Five)(2013)
Début 2013, Kevin Jonas annonce que le nouvel album des Jonas Brothers est enfin terminé après plus d'un an de création. En février, Les Jonas Brothers tournent un nouveau clip à la Nouvelle-Orléans (Louisiane) sur un terrain de football afin d'illustrer le premier single de leur nouvel album. Ils annonceront ensuite à la radio que ce premier single se nommera Pom Poms et que sa sortie officielle est prévue pour le printemps. Après une semaine rythmée par un compte à rebours ponctué par des teasers et de nombreuses photos quotidiennes, le groupe révèle Pom Poms le 3 avril 2013 ainsi que le clip. Un second single est également prévu pour ce 5e album First Time qui sera disponible à partir du 25 juin 2013 sur ITunes. La sortie de leur nouvel album est prévue pour début automne 2013. Le 10 juillet, ils ont dévoilé le nom de leur cinquième album au premier concert de leur nouvelle tournée « Like The First Time Tour », l'album s'appelle V. Une tournée prévue à l'automne est annulée le 3 octobre par le groupe.
Le 29 octobre 2013, le groupe annonce sa séparation pour une durée indéterminée.

### Le retour (2019)
Le 28 février 2019, le groupe annonce sa réformation et la publication de leur nouveau single Sucker, qui est le premier single extrait de leur cinquième album Happiness Begins sorti en juin de la même année.

## Philanthropie
Les Jonas Brothers ont gagné environ 12 millions de dollars en 2007 et ont donné 10 % de leur gains à leur fondation, Change for the Children Foundation. Dans cette fondation, Nick organise des événements ayant pour but de faire connaitre le diabète et d'améliorer la vie des enfants et adolescents atteints par cette maladie. Joe, lui, organise des évènements sportifs pour soutenir les handicapés mentaux. Enfin, Kevin soutient le volontariat et l'entraide.

## Membres

### Membres actuels

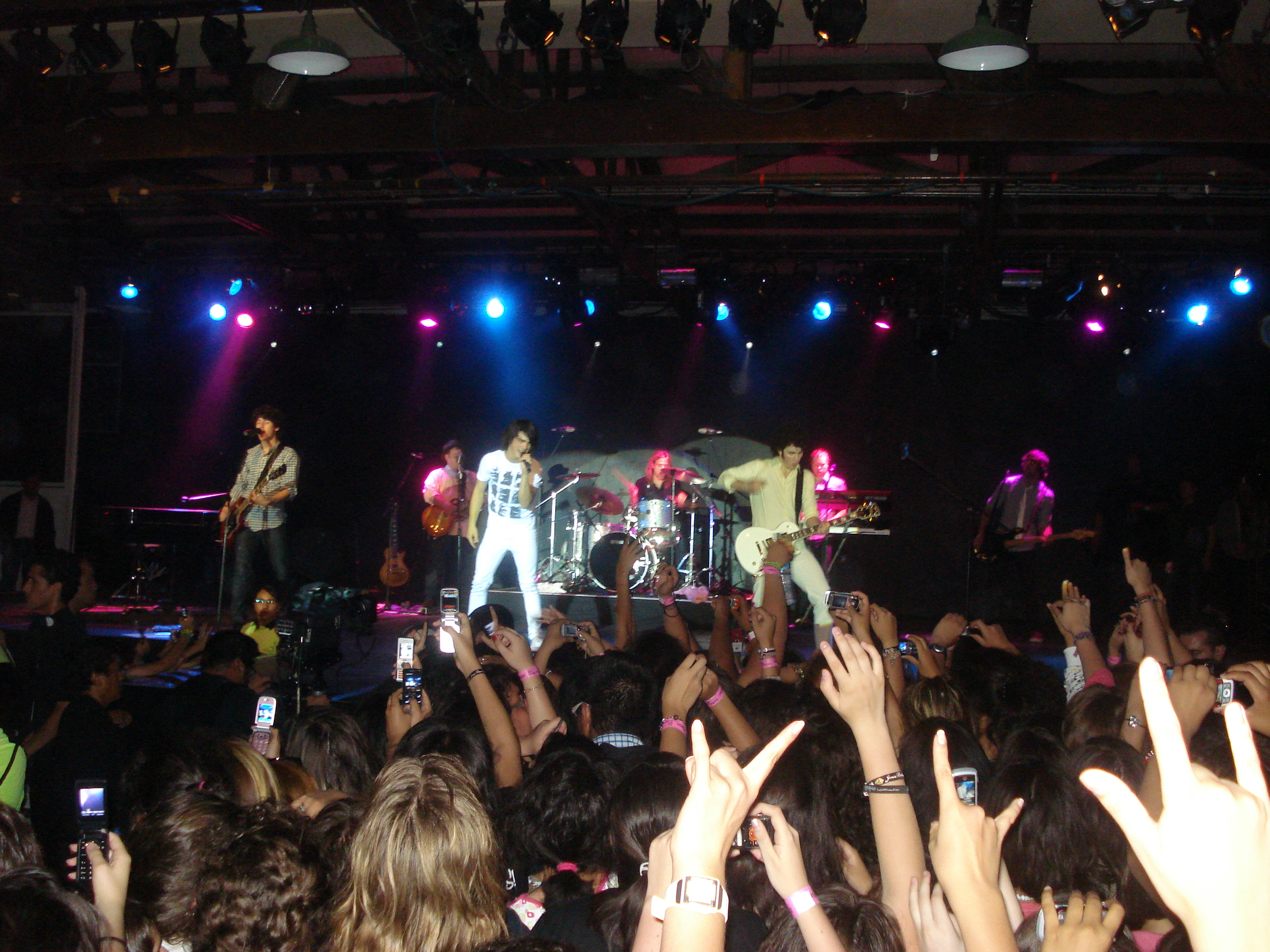
Les Jonas Brothers le 18 avril 2008

- Paul Kevin Jonas II, né le 5 novembre 1987, guitariste et chœurs. Kevin est l'ainé du groupe.
- Joseph Adam ‘Joe’ Jonas, né le 15 août 1989, chanteur, guitariste.
- Nicholas Jerry ‘Nick’ Jonas, né le 16 septembre 1992, chanteur, guitariste, pianiste.
- Franklin ‘Frankie’ Nathaniel Jonas, né le 28 septembre 2000 aussi connu comme étant le Bonus Jonas.

#### Musiciens
- John Lloyd Taylor, guitare.
- Greg 'Garbo' Garbowsky, basse. Est avec les frères depuis le début. Tient un blog sur la vie sur la route avec les garçons.
- Jack ‘Flawless Lawless’ Lawless, batterie et percussion. A rejoint le groupe début 2007.
- Ryan Liestman, Claviers.

### Anciens membres
- Alexander Noyes, batterie

## Discographie

Ancien logo des Jonas Brothers

### Albums studio
- 2006 : It's About Time
- 2007 : Jonas Brothers
- 2008 : A Little Bit Longer
- 2009 : Lines, Vines, and Trying Times
- 2019 : Happiness Begins
- 2023 : The Album (en)
- 2025 : Greetings From Your Hometown

### Albums live
- 2009 : Jonas Brothers : Le concert événement
- 2013 : Live

### Albums Disney
- 2008 : Bande originale de Camp Rock
- 2010 : Bande originale de Camp Rock 2
- 2010 : Bande originale de Jonas L. A.

### Singles
- 2005 : Mandy
- 2006 : Poor Unfortunate Souls
- 2007 : Year 3000 (Busted Cover)
- 2007 : Kids of the Future
- 2007 : Hold On
- 2007 : S.O.S
- 2008 : When You Look Me in the Eyes
- 2008 : Play My Music (Camp Rock Soundtrack)
- 2008 : Burnin' Up
- 2008 : Lovebug
- 2009 : Bounce
- 2009 : Tonight
- 2009 : Paranoid
- 2009 : Fly With Me
- 2011 : Dance Until Tomorrow
- 2013 : Pom Poms
- 2013 : First Time
- 2019 : Sucker
- 2019 : Cool
- 2019 : Only Human
- 2020 : What a Man Gotta Do
- 2020 : X (avec Karol G)
- 2021 : Leave Before You Love Me (avec Marshmello)

## Filmographie
| Année | Titre                                                     | Rôle de Joe      | Rôle de Nick     | Rôle de Kevin    | Rôle de Frankie | Notes           |
| ----- | --------------------------------------------------------- | ---------------- | ---------------- | ---------------- | --------------- | --------------- |
| 2008  | Hannah Montana et Miley Cyrus : Le Film concert évènement | Lui-même         | Lui-même         | Lui-même         | Ne joue pas     | 3D Concert film |
| 2008  | Camp Rock                                                 | Shane Gray       | Nate Gray        | Jason Gray       | Ne joue pas     | Téléfilm        |
| 2009  | Jonas Brothers : Le concert évènement                     | Lui-même         | Lui-même         | Lui-même         | Lui-même        | 3D Concert film |
| 2009  | La Nuit au musée 2                                        | Chérubins (voix) | Chérubins (voix) | Chérubins (voix) | Ne joue pas     | Film            |
| 2009  | Band in a Bus                                             | Lui-même         | Lui-même         | Lui-même         | Lui-même        | DVD réalité     |
| 2010  | Camp Rock 2                                               | Shane Gray       | Nate Gray        | Jason Gray       | Trevor Kendall  | Téléfilm        |

### Télévision
| Année     | Titre                                 | Rôle de Joe | Rôle de Nick | Rôle de Kevin | Rôle de Frankie | Notes         |
| --------- | ------------------------------------- | ----------- | ------------ | ------------- | --------------- | ------------- |
| 2008      | Jonas Brothers: Living the Dream (en) | Lui-même    | Lui-même     | Lui-même      | Lui-même        | Série réalité |
| 2008      | Band in a Bus                         | Lui-même    | Lui-même     | Lui-même      | Lui-même        | Série réalité |
| 2009-2010 | Jonas L. A.                           | Joe Jonas   | Nick Jonas   | Kevin Jonas   | Frankie Jonas   |               |

### Apparitions en tant qu'invités
| Année | Titre                     | Rôle de Joe | Rôle de Nick   | Rôle de Kevin  | Rôle de Frankie | Notes                                                       |
| ----- | ------------------------- | ----------- | -------------- | -------------- | --------------- | ----------------------------------------------------------- |
| 2007  | Hannah Montana            | Lui-même    | Lui-même       | Lui-même       | N'apparaît pas  | "Les Frères que je n'ai pas choisis" (Saison 2, Épisode 16) |
| 2008  | Disney Channel Games 2008 | Lui-même    | Lui-même       | Lui-même       | N'apparaît pas  | Troisième fois                                              |
| 2008  | Studio DC: Almost Live    | Lui-même    | Lui-même       | Lui-même       | N'apparaît pas  | Disney Channel special                                      |
| 2008  | Les Maçons du cœur        | Lui-même    | Lui-même       | Lui-même       | N'apparaît pas  | "The Akers Family" (Saison 6, Épisode 2)                    |
| 2010  | Hot in Cleveland          | Will        | N'apparaît pas | N'apparaît pas | N'apparaît pas  | Joe apparaît dans plusieurs épisodes de la saison           |
| 2010  | 90210                     | Lui-même    | N'apparaît pas | N'apparaît pas | N'apparaît pas  | "Mother Dearest" (Saison 3, Épisode 8)                      |
| 2010  | Sonny                     | Lui-même    | N'apparaît pas | N'apparaît pas | N'apparaît pas  | "Spécial Noël" (Saison 2, Épisode 22)                       |
| 2020  | Dash and Lily             | Lui-même    | Lui-même       | Lui-même       | Lui-même        | « La Saint-Sylvestre » ( Saison 1, Épisode 8)               |

## Tournées
| Année     | Nombre de dates | Titre                                            | Artiste principel            |
| --------- | --------------- | ------------------------------------------------ | ---------------------------- |
| 2005      | 16              | Jonas Brothers Fall 2005 Promo Tour              | Jonas Brothers               |
| 2005      | 16              | Cheetah-licious Christmas Tour (première partie) | The Cheetah Girls            |
| 2006      | 28              | Jonas Brothers American Club Tour                | Jonas Brothers               |
| 2007      | 46              | Marvelous Party Tour                             | Jonas Brothers               |
| 2007-2008 | 54              | Best of Both Worlds Tour (première partie)       | Hannah Montana / Miley Cyrus |
| 2008      | 40              | Look Me in the Eyes Tour                         | Jonas Brothers               |
| 2008      | 110             | The Best Damn Tour (première partie)             | Avril Lavigne                |
| 2008      | 48              | Burning Up Tour                                  | Jonas Brothers               |
| 2009      | 87              | Jonas Brothers World Tour 2009                   | Jonas Brothers               |
| 2010      | 57              | Jonas Brothers and Camp Rock 2 World Tour 2010   | Jonas Brothers               |
| 2013-2014 | 72              | Like the First Time Tour                         | Jonas Brothers               |
| 2019-2020 | 92              | Happiness Begins Tour                            | Jonas Brothers               |